# Chuzhou
Chuzhou (chinesisch 滁州市, Pinyin Chúzhōu Shì) ist eine bezirksfreie Stadt im östlichen Teil der Provinz Anhui in der Volksrepublik China. Das Verwaltungsgebiet der Stadt Chuzhou hat eine Fläche von 13.516 km² und 3.987.054 Einwohner (Volkszählung 2020). In dem eigentlichen städtischen Siedlungsgebiet von Chuzhou leben 392.461 Menschen (Zensus 2010). Die Stadt liegt in der Nähe von Nanjing, nach dort sind es ca. 50 km in südöstliche Richtung. Bis zum Meer sind es gut 200 km, Shanghai ist knapp 350 km entfernt. Einige deutsche Unternehmen unterhalten in Chuzhou Fertigungsstätten (z. B. BSH Hausgeräte GmbH und Dahle).

## Geschichte
Die Stadt Chuzhou trägt ihren Namen vom Fluss Chu (滁河,  Chú Hé). Im Dezember 1992 wurde der Kreis Chu in die damalige Kreisstadt Chuzhou eingegliedert. Die solchermaßen vergrößerte Stadt Chuzhou erhielt anschließend den Status einer bezirksfreien Stadt.

## Administrative Gliederung
Auf Kreisebene setzt sich Chuzhou aus vier Stadtbezirken, zwei Kreisen und zwei kreisfreien Städten zusammen.
Bei der Volkszählung 2020 wurden auch zwei Industrieentwicklungszonen separat ausgewiesen. Die Hightech-Zone Suchu (苏滁高新区) liegt im Bezirk Nanqiao, und die Wirtschaftsentwicklungszone Chuzhou (滁州经开区) liegt im Bezirk Langya.
| Karte der Verwaltungseinheiten von Chuzhou                           | Karte der Verwaltungseinheiten von Chuzhou | Karte der Verwaltungseinheiten von Chuzhou | Karte der Verwaltungseinheiten von Chuzhou | Karte der Verwaltungseinheiten von Chuzhou |
| -------------------------------------------------------------------- | ------------------------------------------ | ------------------------------------------ | ------------------------------------------ | ------------------------------------------ |
| Langya Nanqiao Lai’an Quanjiao Dingyuan Fengyang Tianchang Mingguang |                                            |                                            |                                            |                                            |
| Name                                                                 | chin.                                      | Pinyin                                     | Einwohner (2020)                           | Fläche (km²)                               |
| Stadtbezirke                                                         |                                            |                                            |                                            |                                            |
| Langya                                                               | 琅琊区                                     | Lángyá Qū                                  | 268 430                                    | 180,79                                     |
| Nanqiao                                                              | 南谯区                                     | Nánqiáo Qū                                 | 348 762                                    | 1187,11                                    |
| Kreise                                                               |                                            |                                            |                                            |                                            |
| Lai’an                                                               | 来安县                                     | Lái'ān Xiàn                                | 416 048                                    | 1 481                                      |
| Quanjiao                                                             | 全椒县                                     | Quánjiāo Xiàn                              | 395 633                                    | 1 568                                      |
| Dingyuan                                                             | 定远县                                     | Dìngyuǎn Xiàn                              | 671 361                                    | 2 998                                      |
| Fengyang                                                             | 凤阳县                                     | Fèngyáng Xiàn                              | 631 934                                    | 1949,5                                     |
| Kreisfreie Städte                                                    |                                            |                                            |                                            |                                            |
| Tianchang                                                            | 天长市                                     | Tiāncháng Shì                              | 603 780                                    | 1 770                                      |
| Mingguang                                                            | 明光市                                     | Míngguāng Shì                              | 485 627                                    | 2 335                                      |
| Wirtschaftszonen                                                     |                                            |                                            |                                            |                                            |
| Wirtschafts- entwicklungszone Chuzhou                                | 滁州经开区                                 | Chúzhōu Jīng Kāi Qū                        | 141 870                                    | –                                          |
| Hightech-Zone Suchu                                                  | 苏滁高新区                                 | Sūchú Gāoxīn Qū                            | 23 609                                     | –                                          |

## Bekannte Einwohner
- Zhu Yuanzhang (1328–1398), Gründungskaiser der Ming-Dynastie
- Wu Jingzi (1701–1754), Qing-Dynastie Schriftsteller, Verfasser von Die inoffizielle Geschichte des Gelehrtenwalds
- Niu Chunge (* 2000), Stabhochspringerin
- Shen Mengyu (* 2001), Fußballspielerin